# 破れ太鼓
『破れ太鼓』（やぶれだいこ）は、1949年に公開された木下惠介監督、松竹製作の日本映画。芸術祭参加作品、モノクロ、スタンダードサイズ、映倫番号:27。
たびたびテレビドラマ化されている。

## あらすじ
津田軍平は一代で財を成し、家庭では横暴に振る舞う封建的な頑固親父で、妻と6人の子供は絶対服従。家政婦も嫌気が差し次々辞めてしまう。ある日、父に対する不満がとうとう爆発し、長女・秋子は軍平による政略結婚に従わず、長男・太郎は軍平の会社を辞めて叔母とオルゴールの製造会社を興すため家を出て行ってしまう。妻、三男、次女、四男も次々に家を出てしまうが、次男・平二が最後に家に残り、父と言葉を交わす。

## スタッフ
- 監督・脚本：木下惠介
- 脚本：小林正樹
- 製作：小倉浩一郎
- 撮影：楠田浩之
- 照明：寺田重雄
- 録音：高橋太郎
- 美術：小島基司
- 編集：相良久
- 音楽：木下忠司
- 演奏：松竹管絃楽団
- 助監督：小林正樹、倉橋良介
- 進行担当：森伸三郎
- 装置：長谷川信三
- 装飾：不破敏夫
- 衣裳：中村つま
- 床山：井上力三
- 結髪：木村よし
- 整理：野村政七
- 記録：小西英廣
- スチール：三浦専三
- 演技事務：保瀬英二郎
- 宣伝事務：平井敏
- 撮影助手：加藤正幸、中村富哉
- 照明助手：冨田保二
- 録音助手：奥村泰三
- 美術助手：逆井清一郎
- 製作助手：永井信
- 後援：いすゞ自動車、東京オルゴール、KFSファッションスクール

## 出演者
- 津田軍平：阪東妻三郎
- 妻・邦子：村瀬幸子（俳優座）
- 長男・太郎：森雅之
- 次男・平二：木下忠司
- 三男・又三郎：大泉滉（文学座）
- 長女・秋子：小林トシ子（NDT）
- 次女・春子：桂木洋子
- 四男・四郎：大塚正義
- 叔母・素子：沢村貞子
- 野中茂樹：宇野重吉
- 父・直樹：滝沢修
- 母・伸子：東山千栄子（俳優座）
- 経理部長・木村：小沢栄（俳優座）
- 花田輝夫：永田光男
- 洗濯屋：青山宏
- リーゼントの社員：山崎敏夫
- 女中つゆ：村上記代
- 女中きみ：桑原澄江（俳優座）
- 女中うめ：賀原夏子（文学座）
- 洋服屋：中田耕二
- 女事務員：大川温子
- 女学生：向井弘子
- 火見櫓番人：玉島愛造

## テレビドラマ
本作を原作とするテレビドラマが計5本放送された。

### 1958年版
1958年2月4日から同年3月25日までKRT（現：TBSテレビ）で放送。放送時間は火曜21:15 - 21:45（JST）。1974年版の『天下のおやじ』を除けば、唯一の連続作。

#### スタッフ
- 原作・脚本：木下惠介
- プロデューサー：岩崎文隆

#### 出演者
- 柳永二郎
- 千石規子
- 鰐渕晴子
- 東恵美子
- 小田切みき
- 中村メイコ
- 前原博子
- 由利恵子
- 泉謙二
- 木田三千雄
- 沼田曜一
- 三島耕
- 湊武雄

### 1962年版
1962年2月18日にNET（現：テレビ朝日）系列の『GASグランド劇場』（日曜20:00 - 21:00。日本ガス協会一社提供）で放送。

#### スタッフ
- 原作：木下惠介
- 脚本：高橋玄洋
- 演出：吉武富士夫
- 音楽：木下忠司

#### 出演者
- 二代目尾上松緑
- 沢村貞子
- 田浦正己
- 渡辺岳夫
- 山本學
- 小野道子
- 赤沢亜沙子
- 小田切きみ
- 山本耕一
- 汐見洋
- 英百合子
- 一の宮あつ子

### 1964年版
1964年1月30日に、NHK総合テレビの「松竹新喜劇」放送枠『お好み演芸会』（木曜20:00 - 21:00）で放送。

#### スタッフ
- 原作：木下惠介
- 脚本：舘直志（二代目渋谷天外）
- 演出：前田達郎

#### 出演者
- 二代目渋谷天外
- 石浜祐次郎
- 藤山寛美
- 中村あやめ
- 藤代由起子
- 小島秀哉

### 1965年版
NHKで、1965年7月17日の土曜20:00 - 21:30（JST）で放送。映画版に主演した阪東妻三郎の十三回忌記念作として放送、妻三郎の息子である田村高廣・田村正和・田村亮の、通称「田村三兄弟」が出演、特に亮はこれがテレビデビュー作である。主演は1962年版にも主演した二代目尾上松緑。

#### スタッフ
- 原作：木下惠介
- 脚本：山田太一
- 演出：畑中庸生
- 音楽：木下忠司

#### 出演者
- 二代目尾上松緑
- 木暮実千代
- 田村高廣
- 田村登司麿
- 田村正和
- 田村亮
- 十朱幸代
- 栗原すみよ
- 清水将夫
- 細川ちか子
- 井上孝雄
- 和田孝
- 南美江
- 武内文平
- 近松良枝

### 1974年版
本作を原作に「天下のおやじ」（てんかのおやじ）というタイトルで、日本テレビ系列で1974年4月3日から同年9月25日まで、毎週水曜日20:00 - 20:54（JST）の枠で放送。なおこの枠は、プロ野球中継（巨人戦）が19時30分～20時55分に度々放送されたことで、本作の放送回数は全17回（プロ野球中継が中止になったことで、雨傘番組として放送された回を含む）となった。

#### スタッフ
- 原作：木下惠介（「破れ太鼓」より）
- プロデューサー：杉山茂樹
- 脚本：池田一朗、千野皓司、桜井康裕、西河克己 他
- 監督：西河克己、千野皓司、柴田吉太郎 他

#### 出演
- 津田軍平：長門勇
- 妻・邦子：草笛光子
- 長男・太郎：寺尾聰
- 次男・平二：水谷豊
- 三男・又三郎：葵テルヨシ
- 長女・秋子：武原英子
- 次女・春子：小柳冴子
- 松島景子（軍平の恩人の娘）：淡島千景（特別出演）
- 美代子：伊藤つかさ
- 梅代：正司照江
- あかね（梅代の友達）：西岡慶子
- 小島先生（美代子の担任）：榊ひろみ
- 野中茂樹：渡辺篤史
- ：海老名美どり
- ：田崎潤
- ：市原悦子
- ：テレサ乃木
- 朝子：ホーン・ユキ
  - 平二のガールフレンド。
- 片桐一平：名古屋章
  - プラモデル屋の主人。
- 片桐啓子：小野恵子
- 正子：木内みどり
  - 平二の会社の同僚でコピーライター（第8話出演）。
- 正子の母・やす子：園佳也子（第8話出演）
- 島田：犬塚弘
  - 軍平の軍隊時代の部下（第9話出演）。
- 大工・政吉：山形勲（第10話出演）
- ：一の宮あつ子（第10話出演）
- ：人見きよし（第11話出演）
- 皆川弓子：桜田千枝子（第13話出演）
- 皆川達彦（弓子の弟）：岡崎二朗（第13話出演）
- 軍平の旧友・山崎：江戸家猫八（第13話出演）

#### 放映リスト
| 話数 | 放送日        | サブタイトル             | 脚本     | 演出       | 備考                                                                    |
| ---- | ------------- | ------------------------ | -------- | ---------- | ----------------------------------------------------------------------- |
| 1    | 1974年4月3日  | 誕生日の贈り物           | 池田一朗 | 西河克己   |                                                                         |
| 2    | 1974年4月10日 | 飛び出した天使           | 池田一朗 | 西河克己   |                                                                         |
| 3    | 1974年4月24日 | 秋子の縁談               | 桜井康裕 | 西河克己   |                                                                         |
| 4    | 1974年5月8日  | 春の和解                 |          |            |                                                                         |
| 5    | 1974年5月15日 | お手伝いさんやーい       |          |            | 中継が予定されていた、宮城球場での巨人×広島戦が中止になったため放送。   |
| 6    | 1974年5月29日 | 初恋裁判                 | 千野皓司 | 千野皓司   |                                                                         |
| 7    | 1974年6月5日  | ころんで起きて           |          |            | 中継が予定されていた、後楽園球場での巨人×大洋戦が中止になったため放送。 |
| 8    | 1974年6月19日 | とかく女というものは     |          |            |                                                                         |
| 9    | 1974年6月26日 | 花嫁の父                 |          |            |                                                                         |
| 10   | 1974年7月10日 | オーノー・ストリーキング | 池田一朗 | 柴田吉太郎 |                                                                         |
| 11   | 1974年7月24日 | これが男の心意気         | 池田一朗 |            |                                                                         |
| 12   | 1974年7月31日 | ないしょの子守唄         | 千野皓司 | 千野皓司   |                                                                         |
| 13   | 1974年8月7日  | お母さん奮戦す           | 池田一朗 | 柴田吉太郎 |                                                                         |
| 14   | 1974年8月14日 | 父に捧げるバラード       |          |            | 中継が予定されていた、後楽園球場での巨人×大洋戦が中止になったため放送。 |
| 15   | 1974年8月21日 | 明日に賭ける男           |          |            |                                                                         |
| 16   | 1974年9月11日 | 燃えるくちづけ           | 千野皓司 | 千野皓司   |                                                                         |
| 17   | 1974年9月25日 | わが道を行く             | 西河克己 |            |                                                                         |

（※1974年9月4日・9月18日両日とも、当日中継が予定されていた巨人戦のナイター中継が中止になったが、本作は最初から雨傘番組として設定されていなかったため、放送は無かった。）
| KRT 火曜21:15 - 21:45枠        | KRT 火曜21:15 - 21:45枠 | KRT 火曜21:15 - 21:45枠                                    |
| 前番組                         | 番組名                  | 次番組                                                     |
| ------------------------------ | ----------------------- | ---------------------------------------------------------- |
| 東京の青い風                   | 破れ太鼓 （1958年版）   | センチメンタル・ギャング                                   |
| NET GASグランド劇場            |                         |                                                            |
| 殺し屋が町にやって来る         | 破れ太鼓 （1962年版）   | のれんの影                                                 |
| NHK総合テレビ お好み演芸会     |                         |                                                            |
| 初代桂春団治                   | 破れ太鼓 （1964年版）   | 失恋の女神                                                 |
| 日本テレビ 水曜20:00 - 20:55枠 |                         |                                                            |
| 雑居時代                       | 天下のおやじ            | マチャアキのガンバレ9時まで!! （ここからバラエティ番組枠） |